# He Cuiling
He Cuiling (chinesisch 何翠玲, * 1955) ist eine chinesische Badmintonspielerin. 

## Karriere
He Cuiling wurde bei den Chinesischen Nationalspielen 1975 Zweite im Damendoppel, wobei sie im Finale mit Chen Yuniang gegen Liang Qiuxia und Li Fang unterlag. Bei den Nationalspielen 1979 wurde sie erneut Zweite. Dort unterlag sie mit Han Aiping gegen Chen Xiuyu und Qiu Yufang.